# Weißkirchen an der Traun
Pour les articles homonymes, voir Weisskirchen.
Weißkirchen an der Traun est une commune autrichienne du district de Wels-Land en Haute-Autriche.